# Goodenia corynocarpa
Goodenia corynocarpa är en tvåhjärtbladig växtart som beskrevs av Ferdinand von Mueller. Goodenia corynocarpa ingår i släktet Goodenia och familjen Goodeniaceae. Inga underarter finns listade i Catalogue of Life.